# Rue Copernic (Paris)
Pour les articles homonymes, voir Rue Copernic.
La rue Copernic est une voie située dans le quartier de Chaillot du 16e arrondissement de Paris.

## Situation et accès
Elle commence au 41, avenue Kléber et se termine place Victor-Hugo. Elle est située dans le quartier où ont été groupés des noms d'astronomes.
La rue Copernic est desservie par la ligne 2 à la station Victor Hugo.

## Origine du nom
Elle porte le nom du mathématicien et astronome polonais Nicolas Copernic (1473-1543), auteur de la théorie du système planétaire.

## Historique
Cette voie de l'ancienne commune de Passy qui était précédemment une partie de la « rue des Bassins », venant du fait que la rue longeait le réservoir de Passy est classée dans la voirie parisienne par un décret du 23 mai 1863 avant de prendre sa dénomination actuelle par un décret en date du 24 août 1864.
Le vendredi 3 octobre 1980, la rue fut le théâtre d'un attentat à la bombe dirigé contre la synagogue de l'Union libérale israélite de France.

## Bâtiments remarquables et lieux de mémoire
- No 5 : légation de Cuba dans les années 1920[1].
- No 8 : de 1923 à 1979 siège la fondation Jean Meyer, dite « Maison des Spirites ».
- No 11 : ambassade du Venezuela en France.
- No 17 : immeuble de sept étages à neuf fenêtres, sauf le dernier étage en terrasse, de 1930, dû à Henri Preslier et Germain Dorel, au coin du 62, rue Lauriston, signé à chaque rue.
- No 24 : Union libérale israélite de France, synagogue, cible d'un attentat en 1980.
- No 34 : à cette adresse, dans le premier quart du XXe siècle habite la famille Baratte : Paul Baratte (1860-1928), ingénieur, et ses enfants Jacques Baratte (1898-1989), ingénieur, industriel, militaire et résistant, et Yvonne Baratte (1910-1945), peintre et résistante.
- No 42 : ambassade du Liban en France.
- No 46 : hôtel de la Grange, construit par l'architecte Ernest Sanson en 1893 pour le baron Louis de la Grange ; il a été ensuite le siège de la Fédération nationale des combattants, prisonniers de guerre et combattants d'Algérie, Tunisie, Maroc pendant 70 ans. Il est maintenant occupé par le cabinet d'avocats Gaillard Banifatemi Shelbaya Disputes.
- No 50 : à cette adresse, en 1953, Philippe Charbonneaux implante son cabinet d'esthétique industrielle. L'y rejoint le jeune Paul Bracq. Ambassade d'Équateur en France.

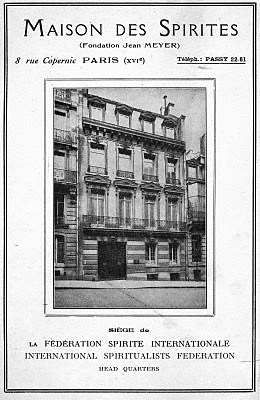
Affiche de présentation de la Maison des Spirites.
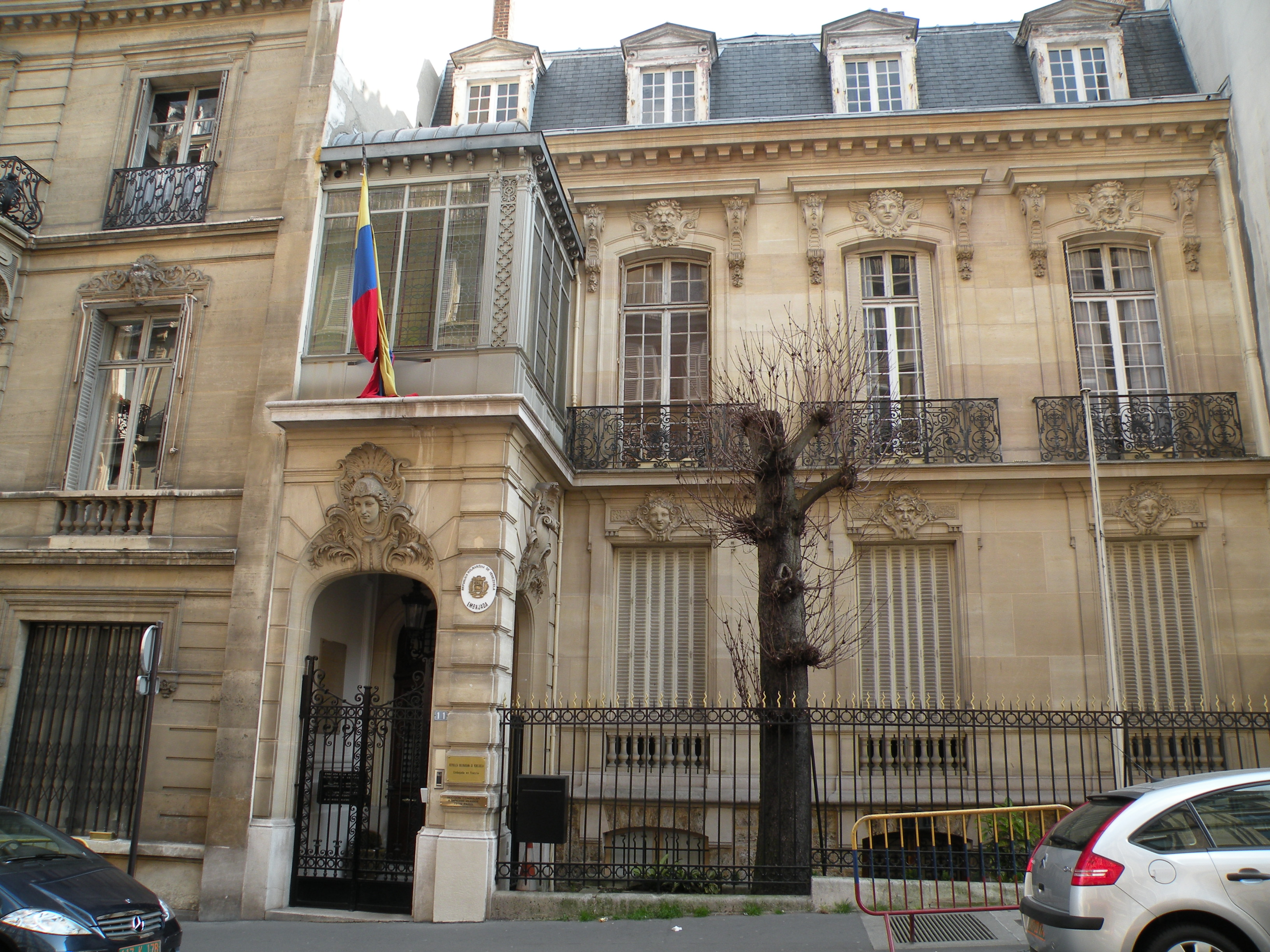
L'ambassade du Venezuela en France.
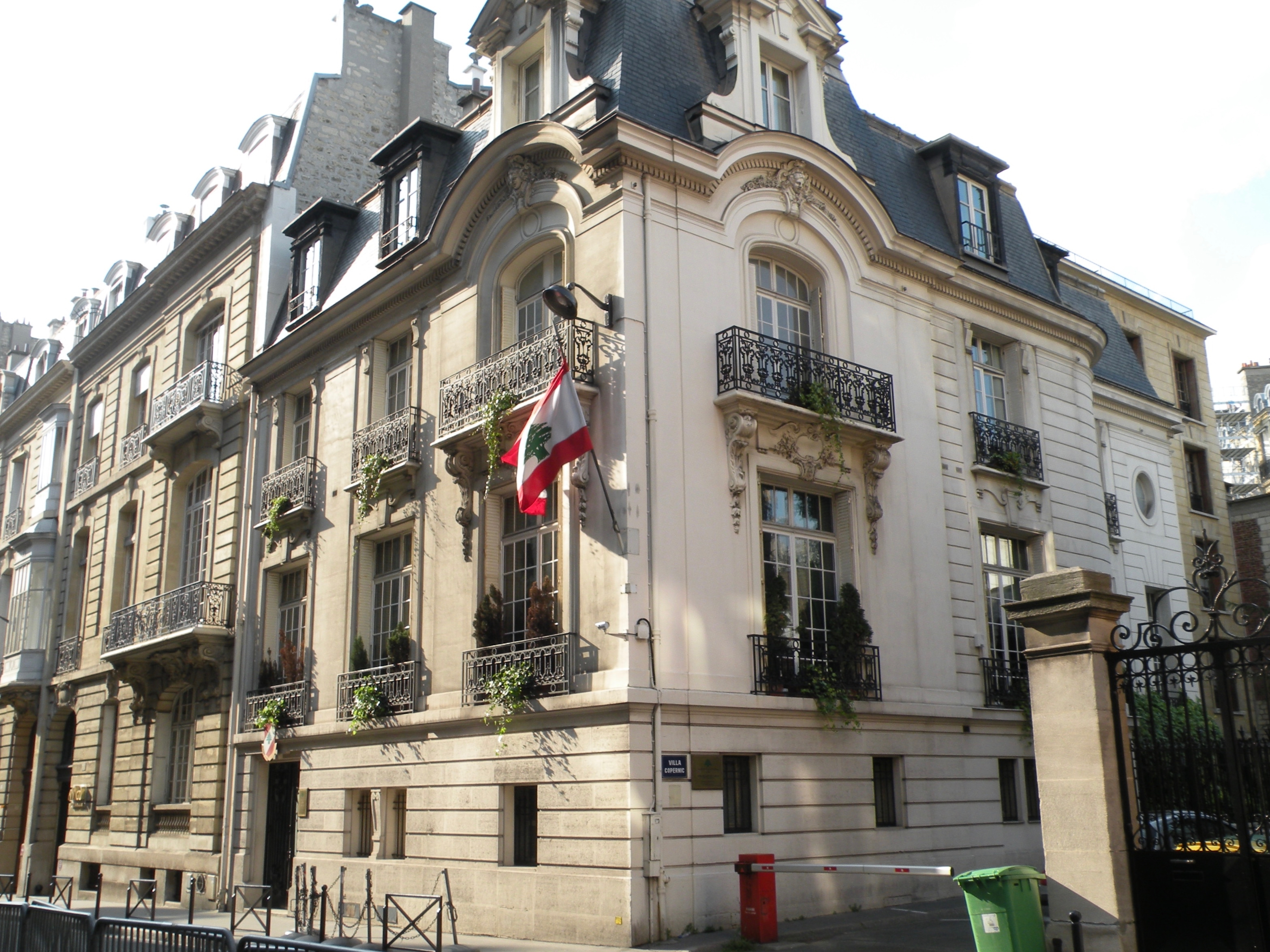
L'ambassade du Liban en France.
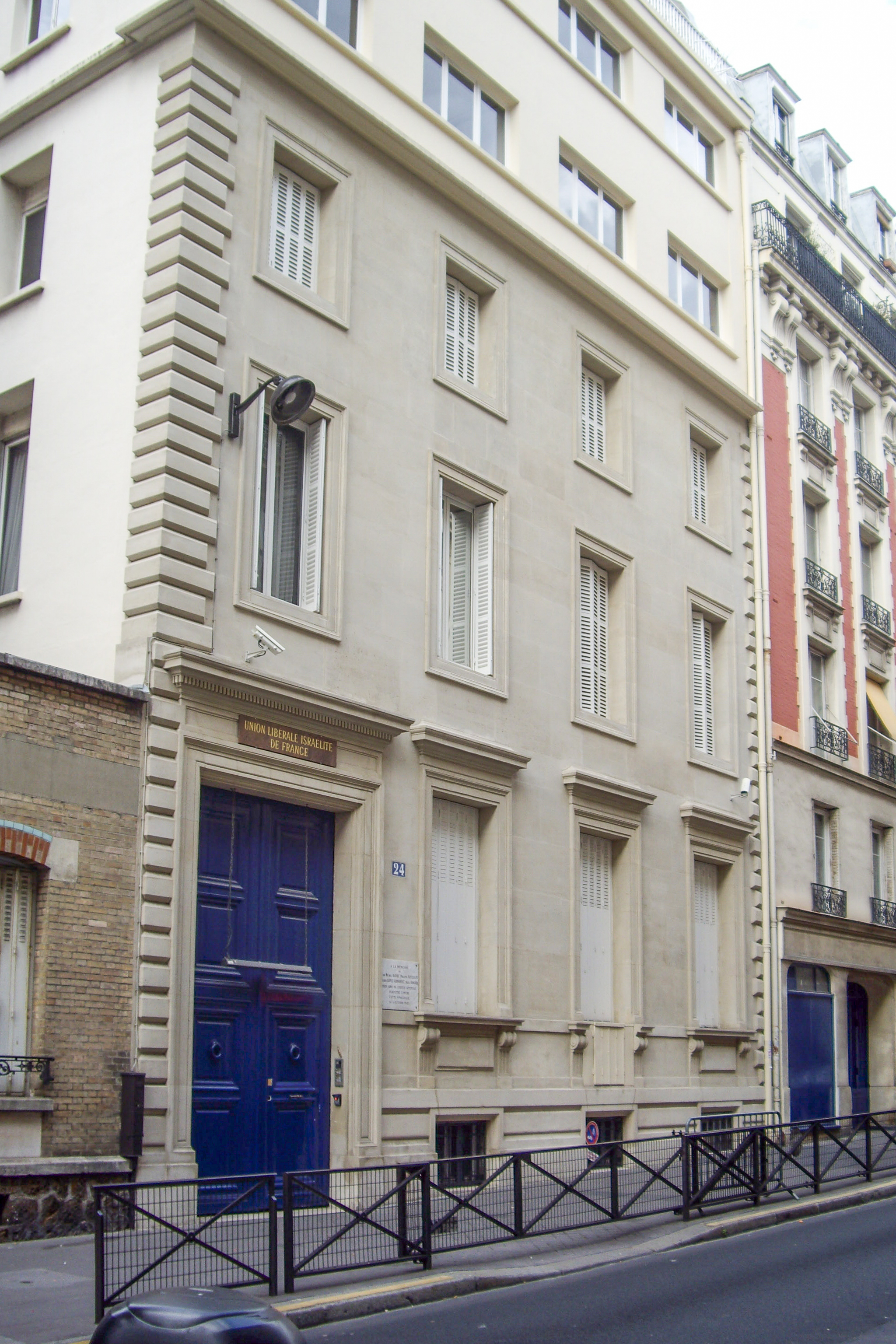
L'Union libérale israélite de France.